# André van Tuinen
André van Tuinen (Bakkeveen, 26 maart 1974) is een voormalig Nederlands voetballer die uitkwam voor sc Heerenveen, BV Veendam, FC Zwolle, Eindhoven en Go Ahead Eagles. Hij speelde als verdediger.

## Statistieken
| Seizoen | Club            | Land      | Competitie     | Wed. | Goals |
| ------- | --------------- | --------- | -------------- | ---- | ----- |
| 1994/95 | sc Heerenveen   | Nederland | Eredivisie     | 11   | 1     |
| 1995/96 | sc Heerenveen   | Nederland | Eredivisie     | 9    | 0     |
| 1995/96 | → BV Veendam    | Nederland | Eerste divisie | 11   | 1     |
| 1996/97 | FC Zwolle       | Nederland | Eerste divisie | 19   | 3     |
| 1997/98 | FC Zwolle       | Nederland | Eerste divisie | 20   | 3     |
| 1998/99 | Eindhoven       | Nederland | Eerste divisie | 29   | 2     |
| 1999/00 | Eindhoven       | Nederland | Eerste divisie | 27   | 1     |
| 2000/01 | Go Ahead Eagles | Nederland | Eerste divisie | 12   | 1     |
| 2001/02 | Go Ahead Eagles | Nederland | Eerste divisie | 10   | 0     |
| Totaal  | Totaal          | Totaal    | Totaal         | 148  | 12    |